# جامع الشيخ جكري
جامع الشيخ جكري، من مساجد العراق التراثية الأثرية القديمة، ويقع في مدينة كركوك في العراق، وشيد هذا الجامع سنة 1375 هـ/1955م، ويعد الشيخ جكري أول من أسس الجامع ولقد كان في بدايته مدرسة دينية لغاية سنة 1380 هـ/1960م حيث اغلقت وجرى بعدها تجديد الجامع وتعميره على يد الملا عبد الله الاطرقجي، وتولى الإمامة والخطابة فيه الشيخ قادر، وحالياً يتولى منصب الإمامة فيه السيد أزل محمد حسن، ويحتوي الجامع على حرم وفسحة طارمة وبئر ماء يستسقى منها.
وتقام في الجامع حالياً صلاة الجمعة والصلوات الخمس المكتوبة.